# Formica subrufa
Formica subrufa é uma espécie de formiga do gênero Formica, pertencente à subfamília Formicinae.